# 린쿠타운
린쿠타운(일본어: りんくうタウン)은 간사이 국제 공항의 개장에 맞춰 오사카 등 도시의 해안선을 따라 개발된 부도심이다.

## 관광 명소
- 린쿠 프리미엄 아울렛(りんくうプレミアムアウトレット) - 210이나 되는 인기 브랜드가 집결
- 린쿠 프레져타운/시클(りんくうプレジャータウンSEACLE) - 쇼핑에서 음식까지 폭넓게 즐길 수 있는 복합상업시설
  - 대관람차
- 린쿠 마치도코로(りんくうまち処) - 외국인관광 안내소 (린쿠타운역 개찰구 바로 옆에 있다)
- 린쿠 게이트 타워 빌딩(りんくうゲートタワービル) - 지붕 257m（일본에서 세 번째로 높다）
- 린쿠 공원(りんくう公園) - 해안에 펼쳐진 60ha의 해변 공원
  - 마블 비치 - 하얀 대리석이 깔린 해안